# Freeciv
Freeciv – strategiczna gra turowa wzorowana na serii Civilization Sida Meiera wydana na licencji GNU General Public License. Projekt Freeciv zapoczątkowano w 1995 roku. Wersja 1.0.0 została wydana w styczniu 1996 roku. Serwis PC Gamer umieścił grę na liście 50 najlepszych darmowych gier na PC.
Gra jest dostępna na systemy operacyjne Microsoft Windows, AmigaOS i na systemy wykorzystujące X Window System (systemy Unix, macOS, dystrybucje GNU/Linuksa). Istnieją także porty gry na systemy mobilne – Maemo, Android. W 2013 wprowadzono możliwość gry w przeglądarce internetowej obsługującej język HTML5.

## Zasady gry
Podstawowym celem gry Freeciv jest budowa od podstaw, złożonego z wielu miast, własnego imperium. Gracz podczas swojej misji styka się z innymi, sterowanymi przez komputer lub ludzi, graczami. Dominację militarną i sukcesy w kampaniach wojskowych zapewnia rozwój armii, zaś gospodarczą i naukową handel oraz inwestowanie w odpowiednie budowle. Warunkiem zwycięstwa jest budowa, wystrzelenie i zakończony sukcesem lot (do gwiazdy Alfa Centauri) statku kosmicznego, lub podbój militarny całego świata. Gra rozpoczyna się w roku 4000 p.n.e. i trwa domyślnie do roku 2000, z możliwością zmiany na dowolny z zakresu od 0 do 5000.

## Cechy gry
Do najważniejszych cech Freeciv można zaliczyć:
- możliwość współzawodnictwa 126 graczy[3],
- sztuczną inteligencję (AI) kierującą komputerowymi graczami,
- możliwość gry poprzez sieci Internet i LAN,
- wersje dla wielu systemów operacyjnych,
- lokalizację dla wielu języków,
- istnienie wielu interfejsów graficznych użytkownika,
- przyjazną dla użytkownika i zapewniającą dostęp do kodu źródłowego licencję (GPL),
- rozbudowany system dostosowywania rozgrywki do indywidualnych preferencji graczy,
- ponad 500 grywalnych narodowości,
- możliwość tworzenia i dodawania własnych reguł, narodowości oraz scenariuszy i map.